# Ringer-Weltmeisterschaften 2012
Die Ringer-Weltmeisterschaften 2012 fanden vom 27. bis zum 29. September im Millennium Place in Sherwood Park, Strathcona County, Alberta statt. Wegen der Olympischen Spiele im selben Jahr wurden nur Frauenwettbewerbe ausgetragen. Wie auch bei den Olympischen Spielen 2004 und Olympischen Spielen 2008 hatten bei den Frauen lediglich Wettkämpfe in vier Gewichtsklassen stattgefunden, so dass entschieden wurde, separate Weltmeisterschaften zu veranstalten. Insgesamt nahmen 111 Ringerinnen aus 28 Nationen teil.

## Medaillengewinner
| Klasse | Gold                    | Silber          | Bronze                                  |
| ------ | ----------------------- | --------------- | --------------------------------------- |
| -48 kg | Wanessa Kaladschinskaja | Eri Tōsaka      | Li Xiaomei Jaqueline Schellin           |
| -51 kg | Jessica MacDonald       | Sun Yanan       | Babita Kumari Alyssa Lampe              |
| -55 kg | Saori Yoshida           | Helen Maroulis  | Geeta Kumari Maria Prevolaraki          |
| -59 kg | Zhang Lan               | Salina Sidakowa | Tungalagiin Mönchtujaa Olga Butkewitsch |
| -63 kg | Elena Pirozhkova        | Tajbe Jusein    | Justine Bouchard Shelok Dolma           |
| -67 kg | Adeline Gray            | Dorothy Yeats   | Hong Yan Yoshiko Inoue                  |
| -72 kg | Jenny Fransson          | Güzäl Mänürowa  | Wassilissa Marsaljuk Xu Qing            |

## Medaillenspiegel
| Rang | Land                   | Gold | Silber | Bronze |
| ---- | ---------------------- | ---- | ------ | ------ |
| 1    | Vereinigte Staaten     | 2    | 1      | 1      |
| 2    | Volksrepublik China    | 1    | 1      | 4      |
| 3    | Japan                  | 1    | 1      | 1      |
|      | Kanada                 | 1    | 1      | 1      |
|      | Belarus                | 1    | 1      | 1      |
| 6    | Schweden               | 1    | 0      | 0      |
| 7    | Bulgarien              | 0    | 1      | 0      |
|      | Kasachstan             | 0    | 1      | 0      |
| 9    | Indien                 | 0    | 0      | 2      |
| 10   | Deutschland            | 0    | 0      | 1      |
|      | Griechenland           | 0    | 0      | 1      |
|      | Mongolei               | 0    | 0      | 1      |
|      | Vereinigtes Königreich | 0    | 0      | 1      |

## Punktewertung
| Rang | Land                   | Punkte |
| ---- | ---------------------- | ------ |
| 1    | Volksrepublik China    | 54     |
| 2    | Japan                  | 43     |
| 3    | Vereinigte Staaten     | 40     |
| 4    | Kanada                 | 35     |
| 5    | Kasachstan             | 31     |
| 6    | Indien                 | 28     |
|      | Belarus                | 28     |
| 8    | Aserbaidschan          | 22     |
| 9    | Ukraine                | 18     |
| 10   | Russland               | 16     |
| 11   | Deutschland            | 13     |
| 12   | Mongolei               | 11     |
|      | Polen                  | 11     |
| 14   | Schweden               | 10     |
| 15   | Bulgarien              | 9      |
| 16   | Griechenland           | 8      |
|      | Vereinigtes Königreich | 8      |
| 18   | Türkei                 | 6      |
| 19   | Rumänien               | 4      |
| 20   | Brasilien              | 3      |
| 21   | Israel                 | 1      |